# Mariporrocaecum petrovi
Mariporrocaecum petrovi (Synonym Terranova petrovi) ist ein bei Fischen vorkommender Spulwurm und einziger Vertreter der Gattung Mariporrocaecum. Art und Gattung werden in einigen Datenbanken zu den Anisakidae gerechnet.

## Merkmale
Die Pseudolippen sind sechseckig. Ihr vorderer kutikulärer Teil (Prälabium) ist kurz, deren Pulpalappen sind rudimentär. Die Außenkanten der Pseudolippen sind von einem Reihe kleiner Zähnchen, die in einer tiefen Grube sitzen, umgeben. Es gibt zwei Ringe von Kopfpapillen. Der innere besteht aus sechs Papillen und liegt an den Prälabia, der äußere Ring am hinteren Rand der Prälabia besteht aus acht Papillen und den Amphiden. Zwischenlippen sind ausgebildet. Der Ventriculus ist oval. Das Exkretionssystem ist H-förmig, seine vorderen Äste enden am Nervenring, die hinteren hinter der Körpermitte, ihre Öffnung liegt hinter dem Nervenring. Der Schwanz hat einen Enddorn. Die Spicula haben etwa die Länge des Ösophagus. Die Phasmiden liegen auf dem Höcker hinter dem Anus.
Weibchen sind 40 bis 65 mm lang und bis zu 0,71 bis 1,12 mm dick. Der Ösophagus ist 4,1 bis 4,8 mm lang, der Blinddarm 1,6 bis 1,7 mm. Der Nervenring liegt 0,71 bis 1,12 mm hinter dem Vorderende. Der Schwanz ist 0,43 bis 0,59 mm lang. Die Vulva teilt den Körper im Verhältnis 1:1 bis 1:2. Die Eier sind 70–72 × 34–54 µm groß.
Männchen sind 45 bis 62 mm lang und 0,68 bis 0,86 mm dick. Der Ösophagus ist 4,1 bis 5,2 mm lang, der Blinddarm 1,6 bis 1,8 mm. Der Nervenring liegt 0,7 bis 0,9 mm hinter dem Vorderende. Die Spicula sind 5 bis 6,5 mm lang, der Schwanz 0,14 bis 0,2 mm. Es gibt 11 bis 12 Papillenpaare vor der Kloake, ein Paar neben ihr und neun Paare dahinter.